# Apizaco (kommun)
Apizaco är en kommun i Mexiko.   Den ligger i delstaten Tlaxcala, i den sydöstra delen av landet, 100 km öster om huvudstaden Mexico City. Arean är 43 kvadratkilometer.
Terrängen i Apizaco är platt åt sydväst, men åt nordost är den kuperad.
Följande samhällen finns i Apizaco:
- Apizaco
- Guadalupe Texcalac
- Santa Anita Huiloac
- Colonia San Isidro